# 川越氷川祭

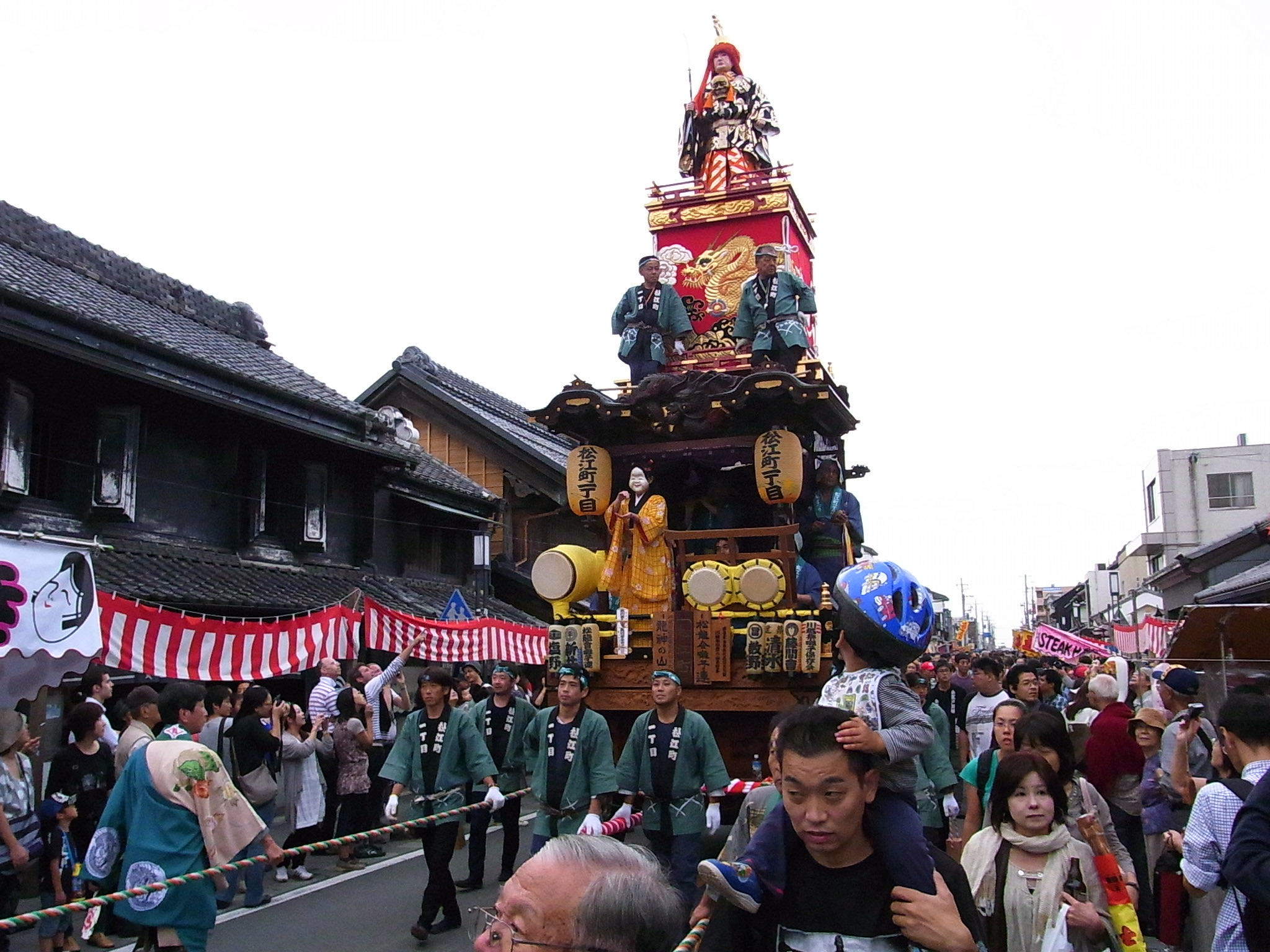
川越まつり（2010年10月16日撮影）

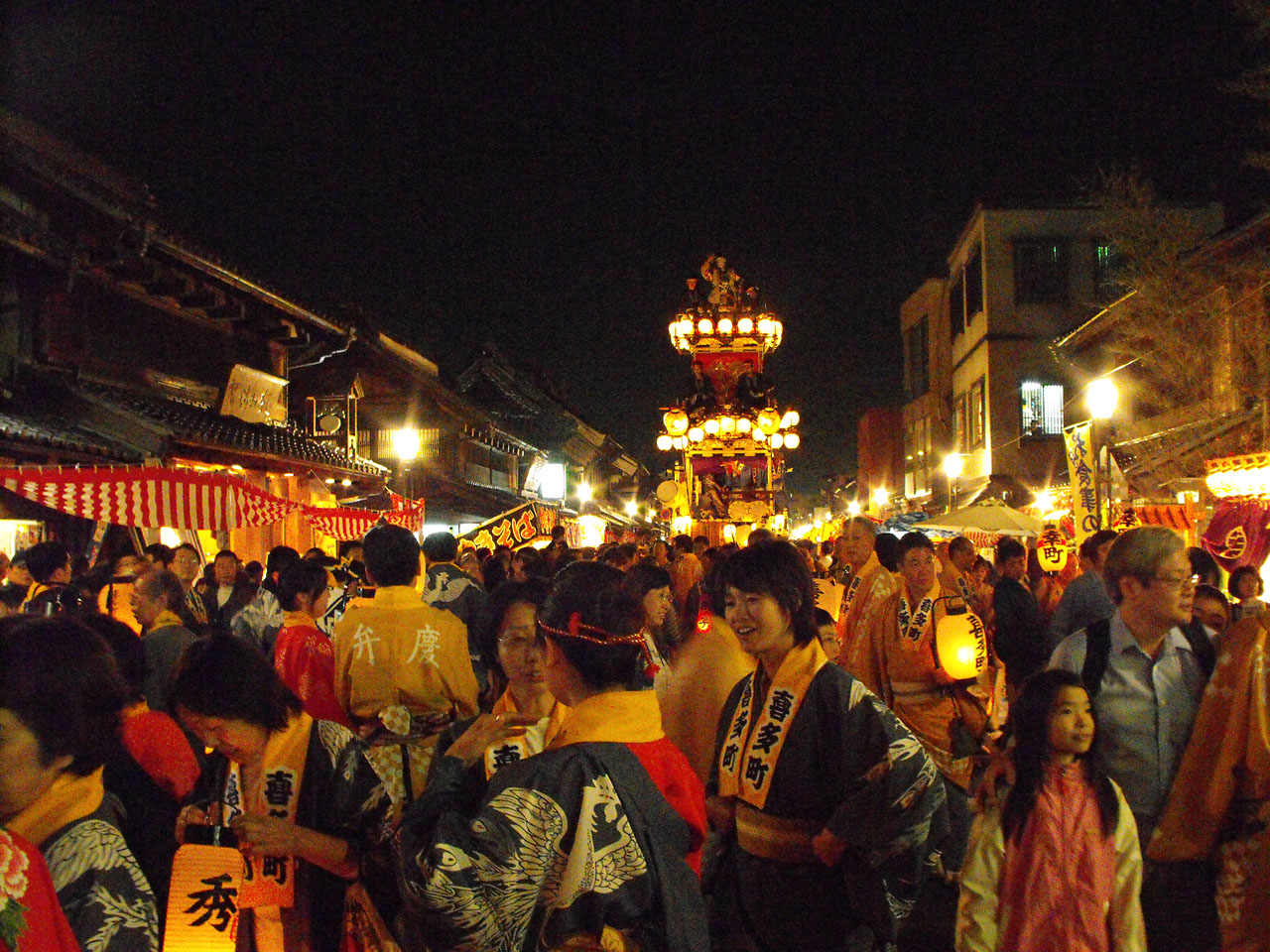
時の鐘付近にて（2008年10月）

川越氷川祭（かわごえひかわまつり）は、毎年10月第3日曜日とその前日の土曜日（ただし10月14日・15日が土曜日と日曜日の場合はその両日）に行われる埼玉県川越市の川越氷川神社の祭礼で、一般には川越まつりと呼ばれている。常陸國總社宮大祭(石岡のおまつり)・佐原の大祭と並び関東三大祭りの一つと称されることが多い。2日間で80万人以上の人出を数える。360年以上にわたり連綿と続いてきた祭事で、国の重要無形民俗文化財に指定されている。また2016年にはユネスコの無形文化遺産に「山・鉾・屋台行事」の1つとして登録された。

## 概要

### 日程
平成8年（1996年）までは、川越氷川神社の例大祭とその後の神幸祭に合わせて、10月14日・15日に実施されていたが、平成9年（1997年）より、現在の開催日となる。氷川神社では現在でも変わらず14日に例大祭が行われている。例年その日の夕刻に祭礼始之儀（笠渡し）が行われ、祭の二日目翌日の夕刻が祭礼納之儀（笠脱ぎ）となり、祭りの終わりをむかえる。現在は例大祭を含む1週間（紅白水引幕を設置する日曜からまつり2日目の日曜まで）を祭礼期間としている。
2022年は、10月15日と16日に開催予定。また、2022年は市制施行100周年のため、市内すべての山車（29台）が参加となっている。

### 歴史
川越城下の大半が焼き尽くされた寛永15年（1638年）の川越大火の翌年に幕府老中首座であった松平信綱が川越藩主となり町の再興がなされる中で、慶安元年（1648年）、信綱が2基の神輿・獅子頭・太鼓を寄進、川越総鎮守である氷川神社の神事として神輿渡御が行われるようになった。慶安4年（1651年）には祭礼となる。経済的に繁栄した川越商人の町方文化が花開いて、元禄11年（1698年）には踊り屋台が、天保13年（1842年）には商人町と職人町であった城下の十ヶ町に人形山車が登場するなど変遷を経る。江戸時代から「小江戸」と呼ばれた川越では祭りも江戸神田明神の神田祭など天下祭の影響を強く受けており、幕府の影響を色濃く受けた天下祭が東京では明治維新以後に新政府によって解体されたり、電線の敷設によって曳行ができなくなったことで山車から神輿中心の祭りに変貌した現在、江戸天下祭の伝統が今日でも最も生きている祭りの1つである。第二次世界大戦後、旧十ヶ町以外の旧武家屋敷地域の町会や駅周辺の新興町会が参加して山車が増え続け、現在でも新造中の山車や計画がある。祭神（川越氷川神社）の氏子以外の祭への参加を受け入れる点もこの祭の特徴であるが、新規参加の町も旧十ヶ町の様式に倣うようになっており、古くは旧十ヶ町以外で連雀町・中原町が参加する際にその旨を誓約した書類があったと伝えられている。こういった360年以上の歴史が現在も維持されている点などが評価され、2005年（平成17年）、「川越氷川祭の山車行事」として重要無形民俗文化財の指定を受けた。
また平成26年、文化庁がユネスコ無形文化遺産の審査案件として提出した「山・鉾・屋台行事」の提案書（国の重要無形民俗文化財34件）には、同埼玉県の秩父夜祭（秩父祭の屋台行事と神楽）とならび川越祭（川越氷川祭の山車行事）も提案されている。平成28年10月31日、ユネスコ無形文化遺産への登録が確実となった。

### 特徴

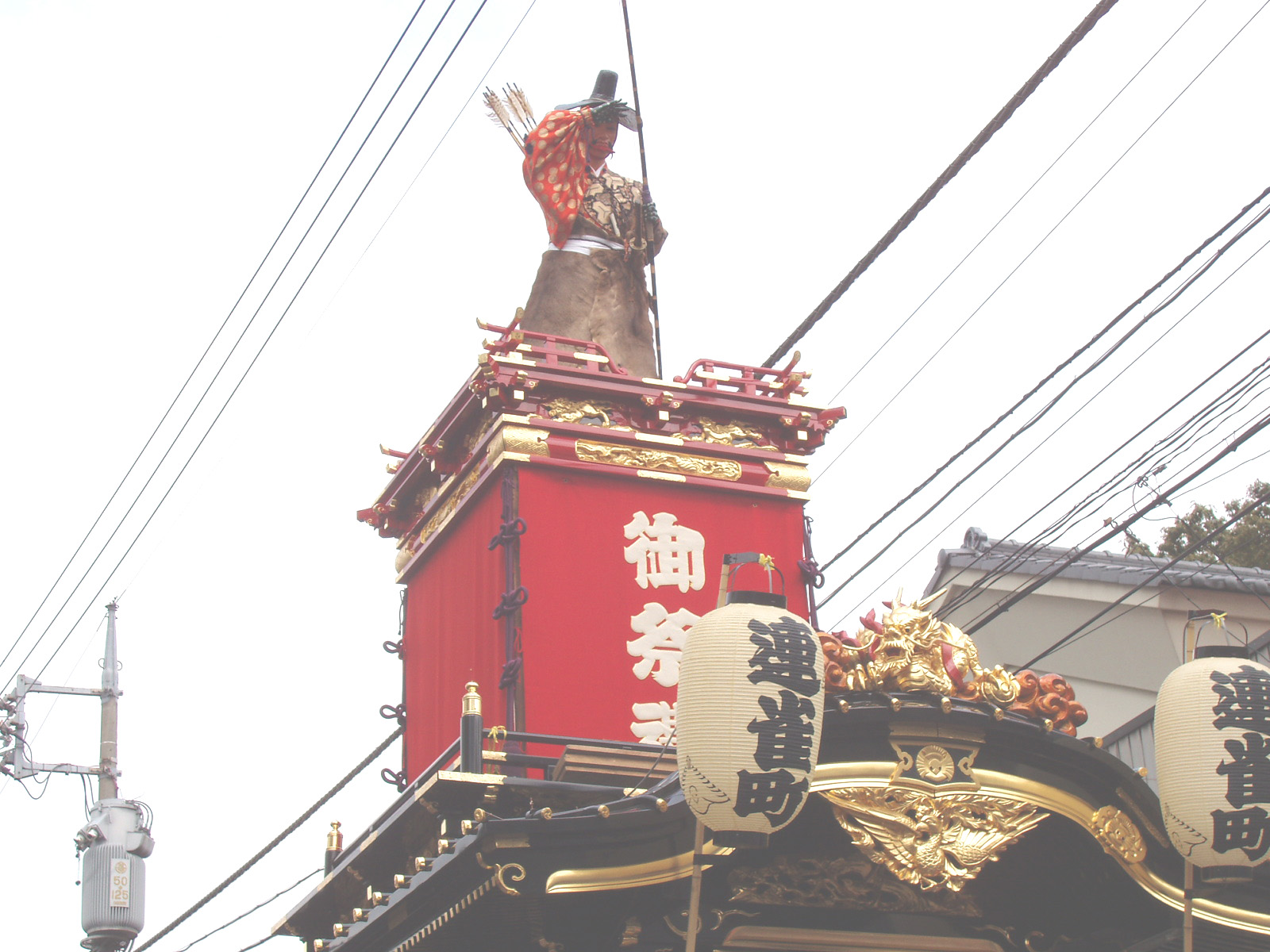
山車のひとつ、太田道灌の山車

氷川神社の例大祭の付け祭りが発展したものが現在の山車曳行を中心とした川越まつりであり、関東では数少ない山車の祭りである。現在、神田祭や三社祭などに見られる神輿の祭りではない。山車の曳き回しと山車の舞台上での囃子の演奏がされる。また、山車の曳き回しにおいては、他の山車祭に見られるような順路が決まった「巡行」ではないため、一部を除き山車行列的なものはなく、各町内が独自に山車の曳き回しを行っている。
川越市が公表する「川越まつり参加の山車」は29本存在し、他にも市街地への距離などの事情により中心地へ曳き入れないながらも、併催行事として祭に合わせて山車や屋台を曳き回す町内もある。町内の象徴であり神が天降る座である山車のほとんどは三層、人形上下、枠上下型の江戸型（江戸系川越型）で、車輪は四ツ車と三ツ車である。二重鉾の最上部には山車ごとに異なったご神体である人形を飾りつけ、人形の名前が山車の名前にもなって呼ばれることが多い。人形は神話、民話、能、雅楽、徳川幕府と川越藩にちなんだ人物などから題材が選ばれている。
明治以前に作られた人形には仲秀英、原舟月などの江戸の名工の作品が多く残る。現存の天下祭当時の江戸型山車が曳かれる祭では江戸で使われなくなった山車や人形を譲り受けたものが多いのに対し、川越は天下祭の山車を作った職人に直接依頼して作らせている。また、祭の発展とともに多くの山車が廻り舞台を採用するようになり、山車の舞台から上が360度回転させることができるのも特徴である。
囃子は神田など江戸からの囃子（江戸囃子）の流れを汲み、山車ごとに乗り込む囃子連が決まっている。現在では山車を所有している町内の中に囃子連が存在することが多いが、かつては近郊の農村部の囃子連を招く事が主流であった。川越まつりが毎年開催されるようになってから山車所有町内の中に囃子連の発足が始まった。現在でも仲町の山車に乗るのは中台囃子連、志多町は府川囃子連などの旧町内と郊外の町の囃子連という形も残っている。曲目は「屋台」「四丁目」「ニンバ（インバ、ミンバ）」「鎌倉」などいわゆる屋台囃子であり、笛1・大太鼓1・小太鼓2・鉦1の五人囃子に「天狐」「おかめ」「ひょっとこ（もどき）」「獅子」など所作が付く。
それぞれの山車は、毎年15本前後がまつりの際に曳き回される。山車をださない年を「陰祭（かげまつり）」と称す町もあるが、川越まつり自体に陰祭はない。山車を出さない年は会所（各町会が設ける神酒所。神を迎える祭り宿）のみ設営する。毎年参加する町もある。過去に2002年の「市制施行80周年」、2012年の「市制施行90周年」、2022年の「市制施行100周年」の時などには、29本の山車が曳き回された。

### みどころ

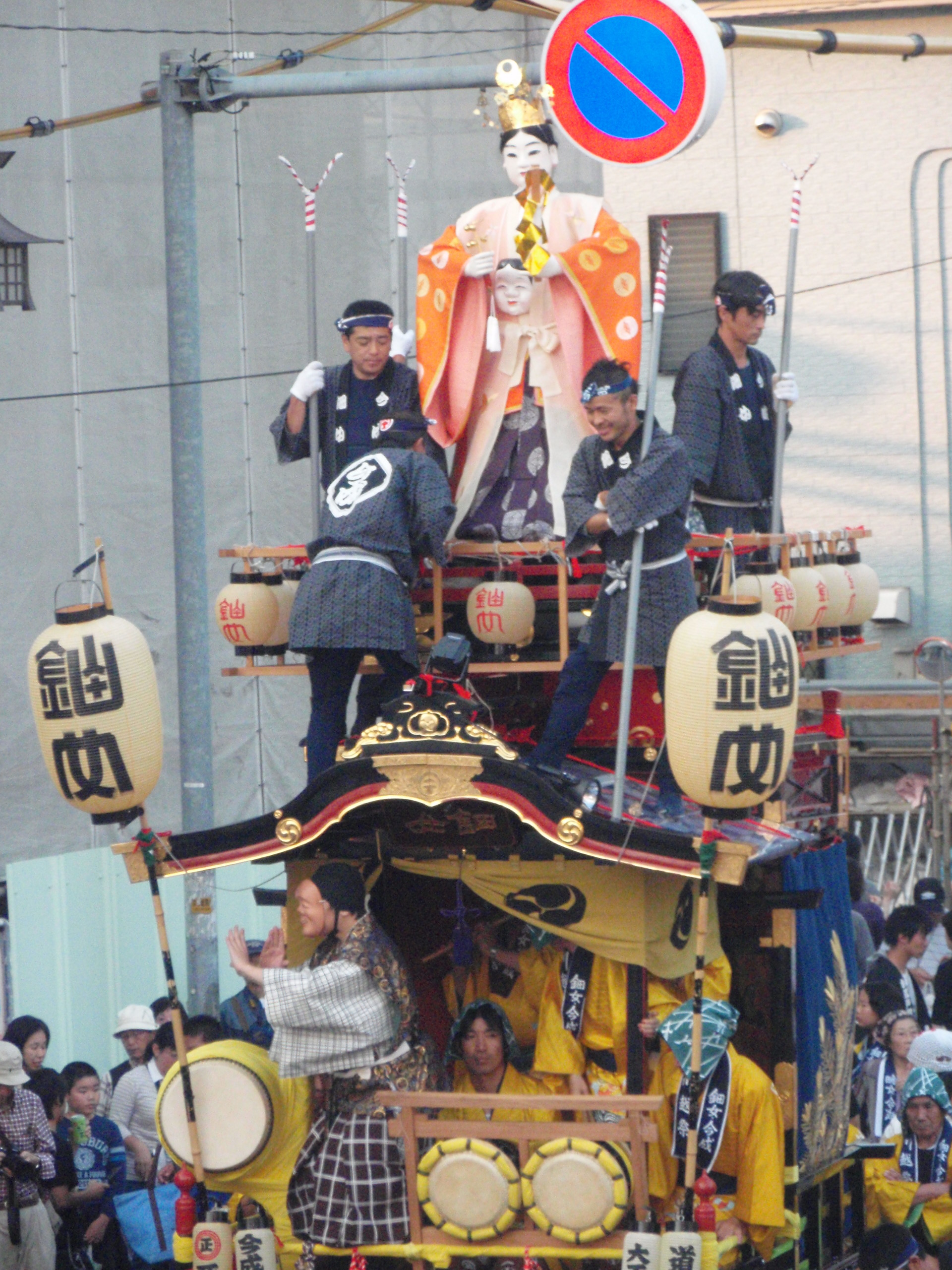
山車の曳き回し（2009年）

山車と山車が道ですれ違うときに、山車と山車を向かい合わせることを「曳っかわせ」という（この「曳っかわせ」、会所へのあいさつが川越の山車の特徴である廻り舞台を発展させた）。時に交差点で何本もの山車で行われることもあり、夜の「曳っかわせ」は川越まつりで一番盛り上がる場面となっている。「曳っかわせ」の際「相手の囃子につられてしまったほうが、道をゆずる」という「勝ち負け」があるとよく言われ、そういった記述がある書籍も存在するが、実際にはそのようなことはない。各町内夜の曳っかわせでは競う様に盛り上がりをみせるが、元来曳っかわせは山車のご神体に降りた神への囃子の奉納に起源があることからも勝負の場ではないことが分かる。進行についてはその時の山車の運行状態（進行方向、時間など）で責任者である宰領同士の判断で決めるものとなっている。
蔵造りの町並みや時の鐘がある一番街商店街を山車が通る姿は、一昔前を思わせる光景である。近年は「宵山」、「山車揃い」が行われているが「宵山」という言葉は元々川越の祭りにはなく、山車に関わる人たちの夕食などの休憩時間を取るために一時的に山車を止めている姿をいつの間にかそのように言ったようであり、現在は市からの要請で2時間以上も止めている「宵山」の状態は疑問の声もでている。また「山車揃い」は山車が一か所に集中してしまい、観光客が山車を見られなかった（祭りの中心は旧市街地であり、本川越駅からでも1000m程の距離があるため）などの意見や各山車保有町内からは「宵山」や「山車揃い」は時間が長く運行が制限がされてしまい、本来動く姿が美しい山車が見せることができないなどの意見がある。
川越まつりの山車曳行は町方（主に曳き手）、職方（鳶や大工）、囃子方で構成されており、町方の“ソーレ”という掛け声や職方の勇壮な姿も隠れた見所である。各町ごとに違う着物を尻っぱしょりした姿（職方は半被）の町方や手古舞（子どもや女性）などの姿も見所のひとつである。なお「ソーレ」の掛け声は昭和40年代に始まったもので、本来は静々と曳行していたといい、旧十ヶ町を中心に掛け声は止めて、昔の祭礼を再現しようという動きもある。
氷川神社での神幸祭の行列に旧十ヶ町より参加する山車が供奉（随行）したり、各町内のじゃらん棒を持った町方が神幸祭の行列のお迎えやお見送りをするシーン、山車がその年の祭りの時に初めて通る町に対して先触れ（役名）が通行の許可を得る「渉り」やその口上、鳶頭が歌う江戸木遣など、まつりを円滑に進めるための「しきたり」が随所に引き継がれている点も見所である。
氷川神社に詣でる際にのみ行われる儀礼的な囃子も行われる。例として、六軒町の山車に乗る今福囃子連中は氷川神社前で「サジマ」の面を付け三番叟を上演する。幸町の山車では「山車神楽」を上演しながら参詣する。これはかつて旧南町の「翁の山車」に添乗していた堤崎連中（上尾市）が氷川神社（さいたま市大宮区）の祭礼に習い行っていた儀礼囃子で、現在も幸町囃子会が引き継いでいるものである。

## 山車

### 文化財に指定された山車
川越氷川祭は、「川越氷川祭の山車行事」として平成17年（2005年）2月21日に国の重要無形民俗文化財に指定された。また、山車の中には江戸時代末期製作のものもあり、大正以前に建造された10本の山車が埼玉県の有形民俗文化財に指定されており、１本の山車が川越市指定有形民俗文化財に指定されている。また囃子のうち、仲町の山車に乗る中台囃子連中と六軒町の山車に乗る今福囃子連中の伝えるものは、「川越祭りばやし」の名称で埼玉県の無形民俗文化財に指定されている。
県指定有形民俗文化財の山車
- 鈿女の山車 （大手町）
- 弁慶の山車 （志多町）
- 秀郷の山車 （喜多町）
- 山王の山車 （元町二丁目）
- 小狐丸の山車 （幸町）
- 翁の山車 （幸町）
- 羅陵王の山車 （仲町）
- 鈿女の山車 （今成町）
- 三番叟の山車 （六軒町）
- 浦島の山車 （松江町二丁目）

市指定有形民俗文化財の山車
- 龍神の山車 （松江町一丁目）

市登録歴史文化伝承山車
- 牛若丸の山車 （元町一丁目）
- 日本武尊の山車 （宮下町）
- 高砂の山車 （末広町）
- 道灌の山車 （連雀町）
- 重頼の山車 （中原町）
- 頼光の山車 （三久保町）
- 素戔嗚尊の山車 （西小仙波町）

### その他の山車
- 木花咲耶姫の山車 （岸町二丁目）
- 鍾馗の山車 （通町）
- 信綱の山車 （旭町三丁目）
- 家康の山車 （脇田町）
- 仙波二郎の山車 （仙波町）
- 八幡太郎の山車 （野田五町）
- 納曽利の山車 （南通町）
- 鏡獅子の山車 （新富町二丁目）
- 菅原道真の山車 （菅原町）
- 家光の山車 （新富町一丁目）
- 猩々の山車 （川越市）

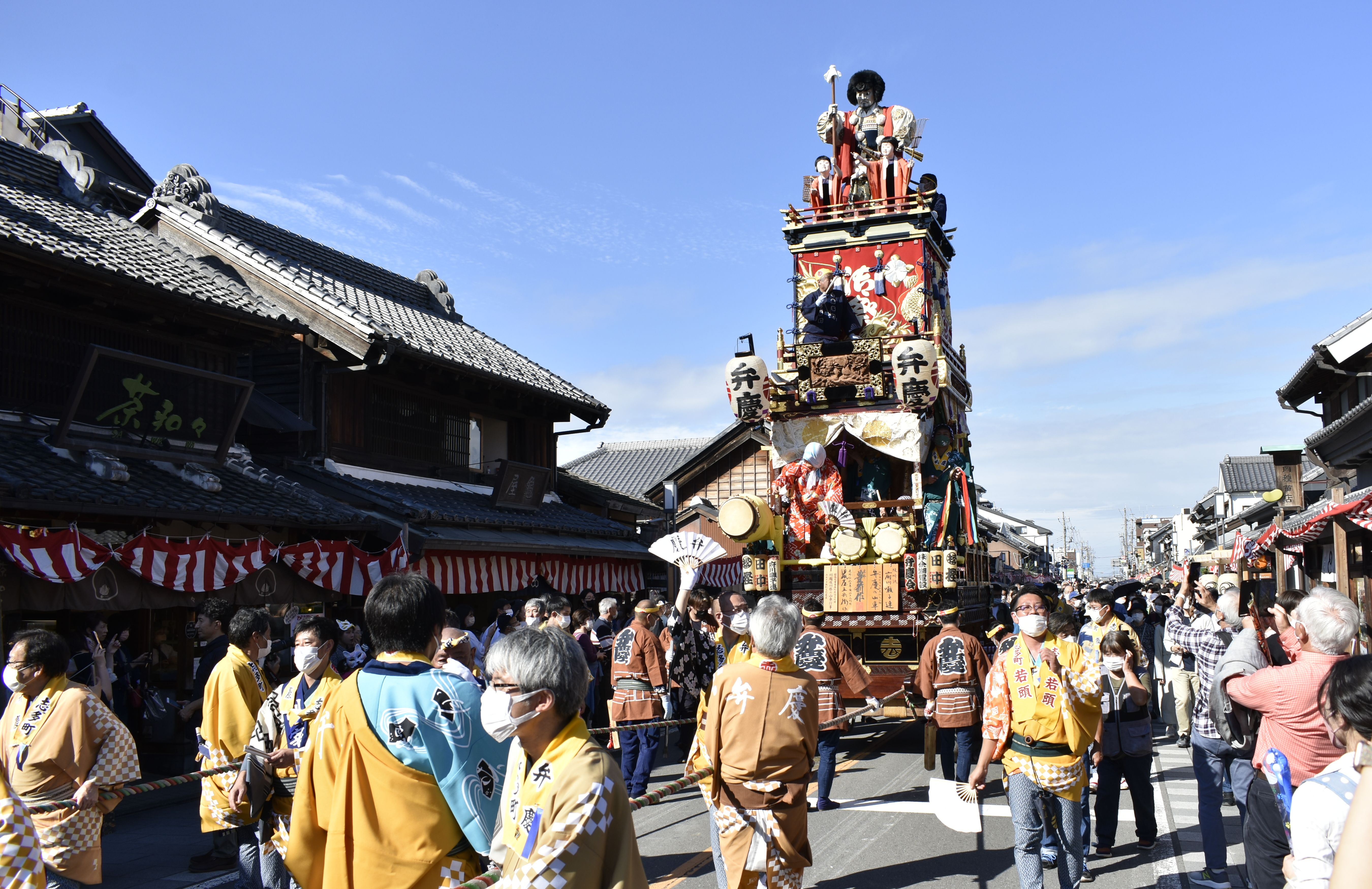
弁慶の山車 志多町（2022年10月15日撮影）
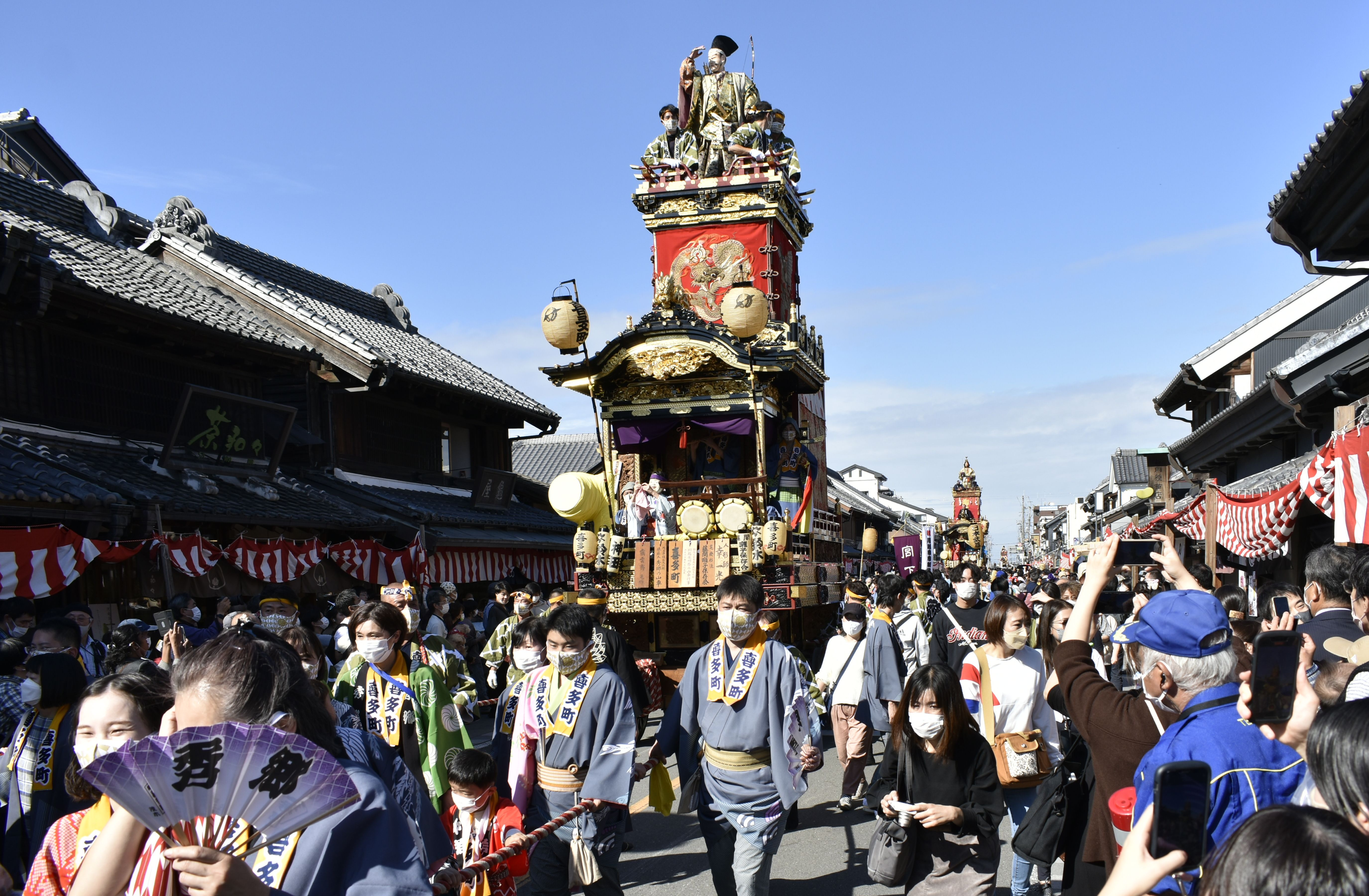
秀郷の山車 喜多町（2022年10月15日撮影）
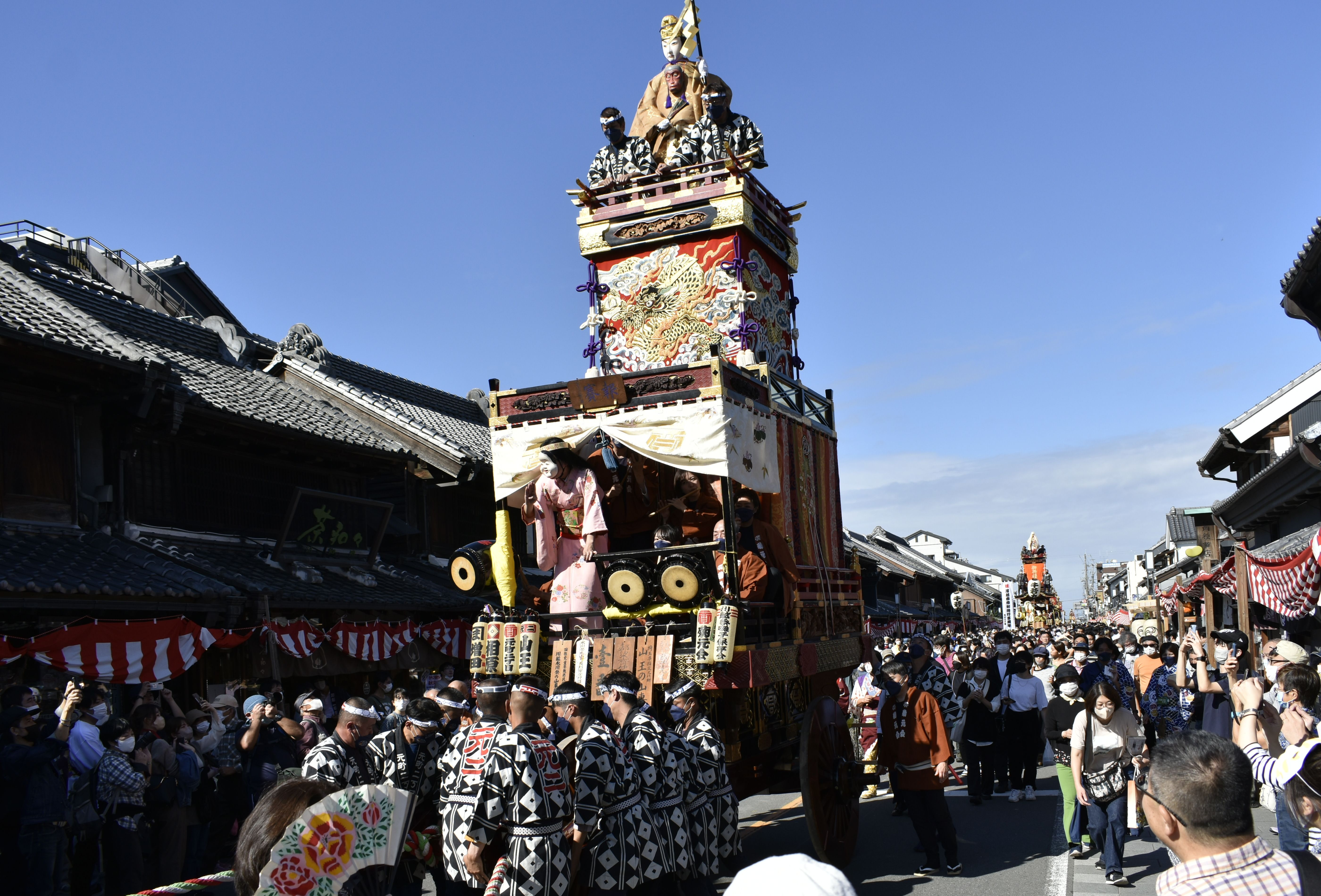
山王の山車 元町二丁目（2022年10月15日撮影）
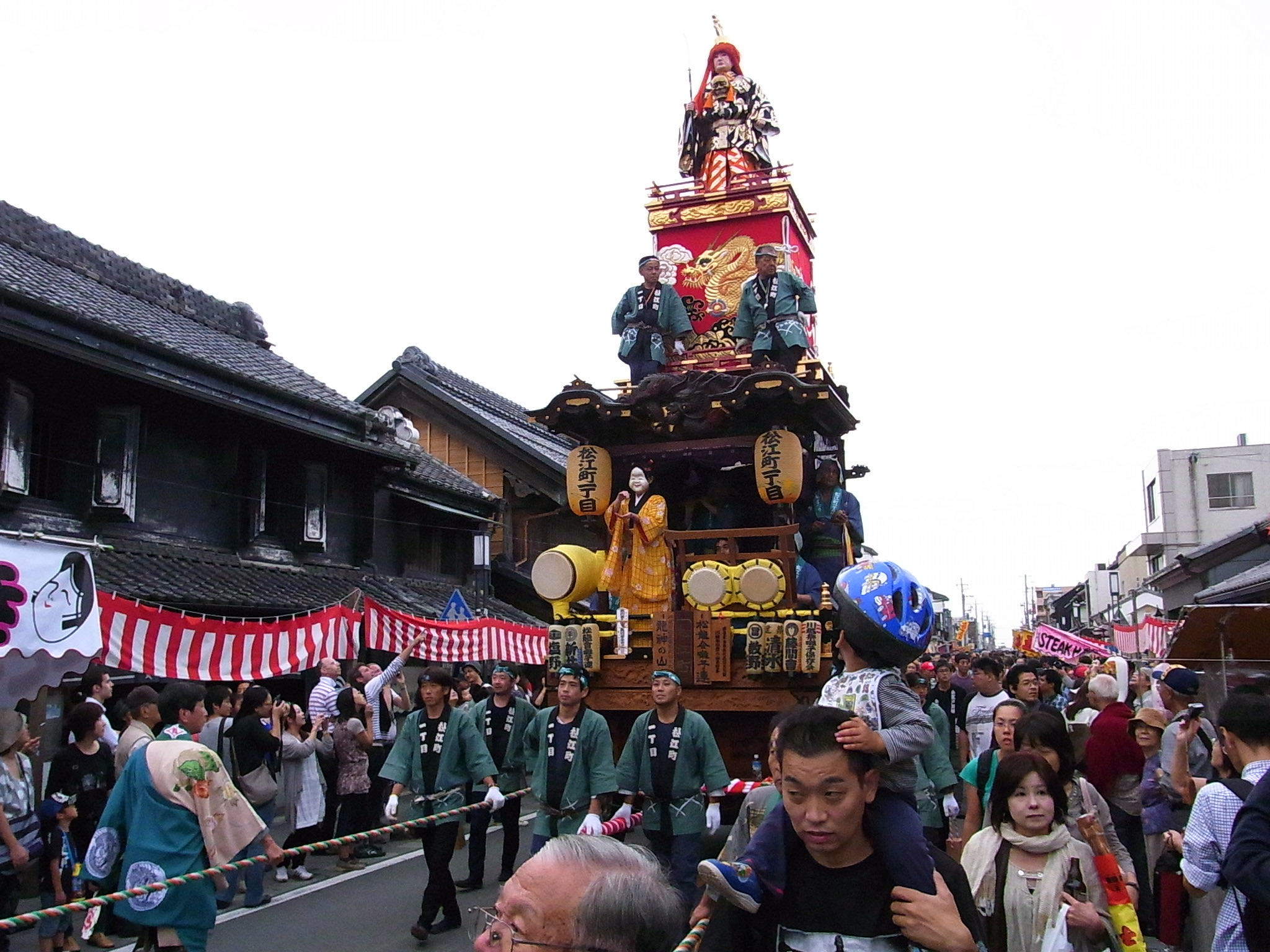
龍神の山車 松江町一丁目（2010年10月16日撮影）
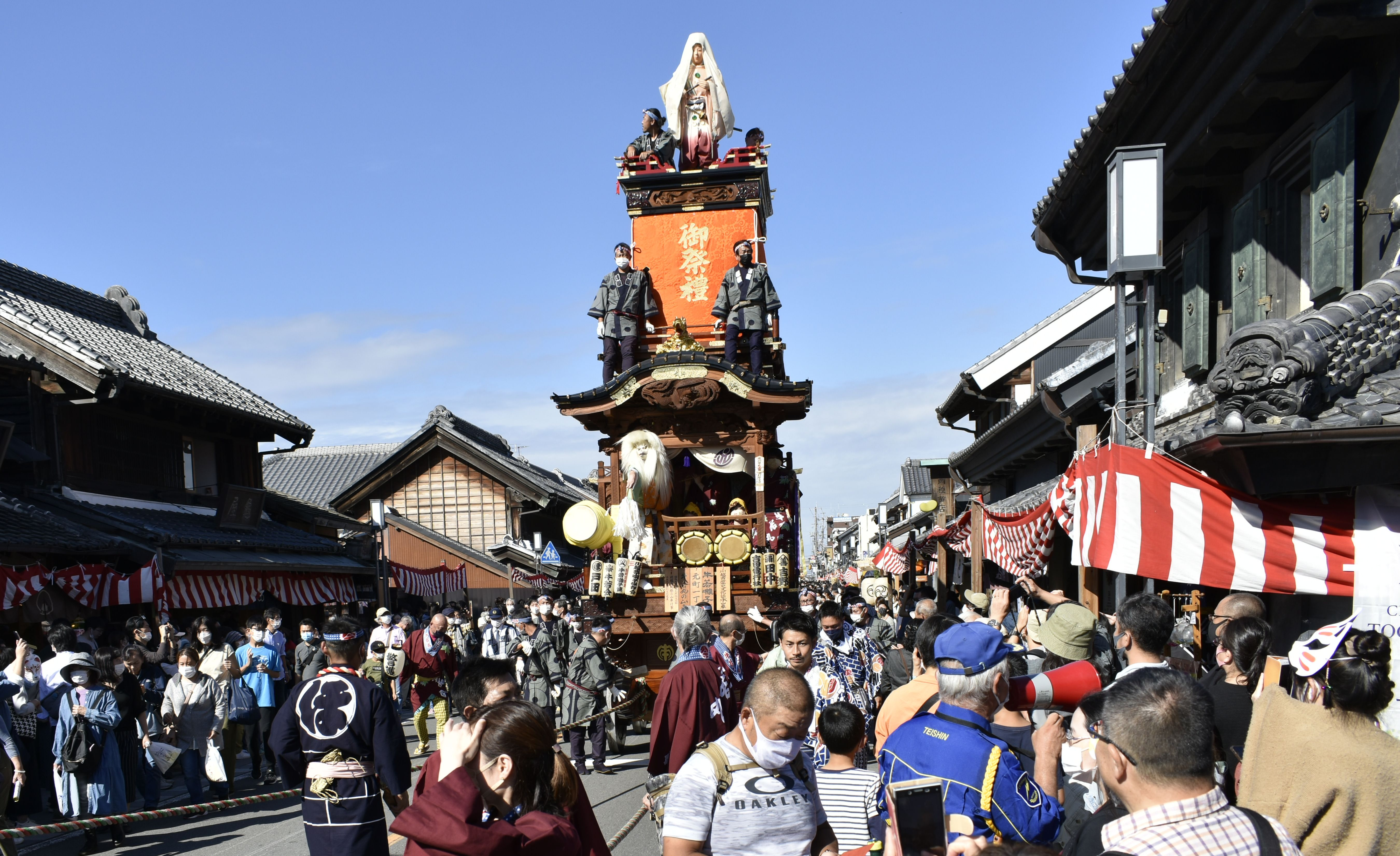
牛若丸の山車 元町一丁目（2022年10月15日撮影）
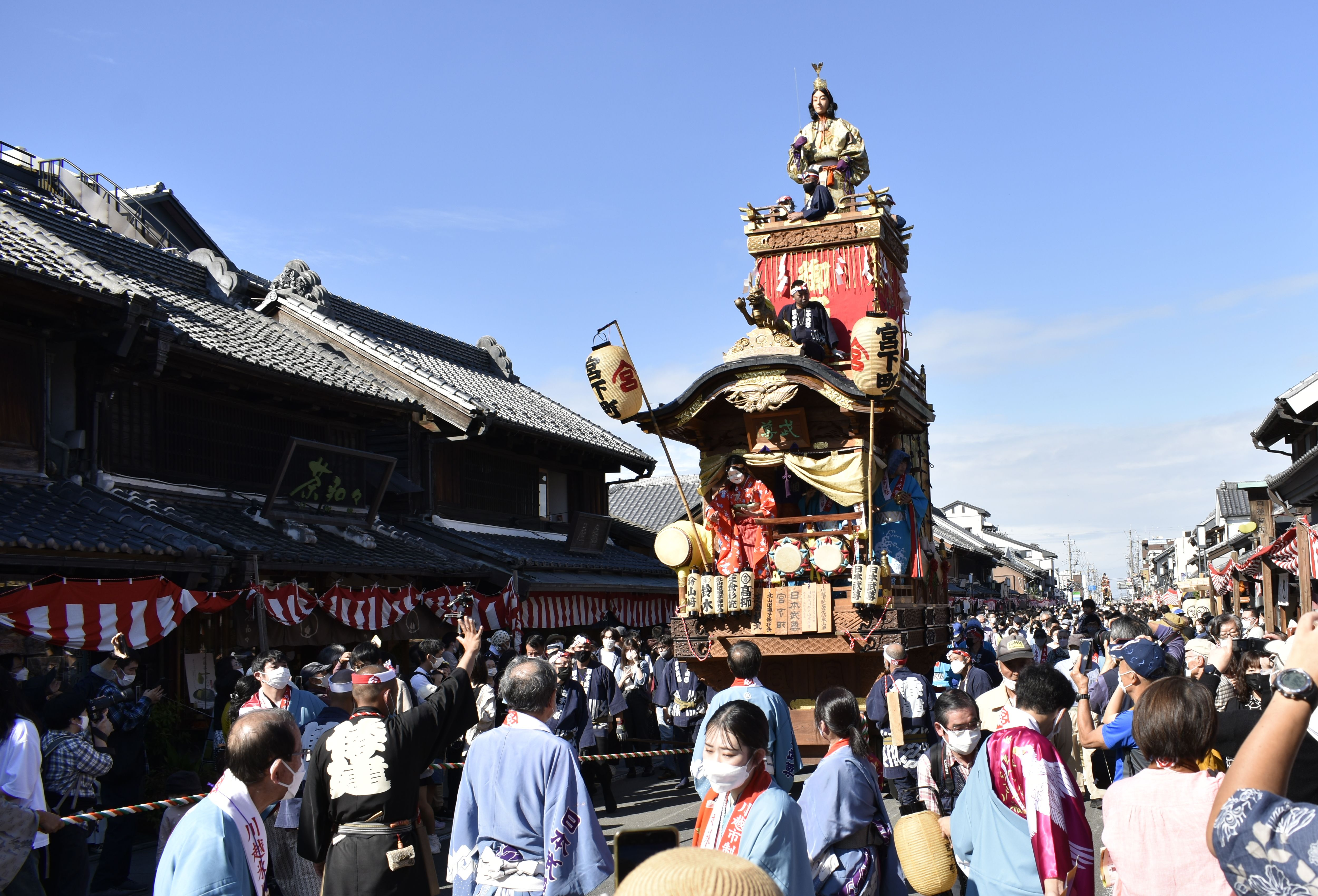
日本武尊の山車 宮下町（2022年10月15日撮影）
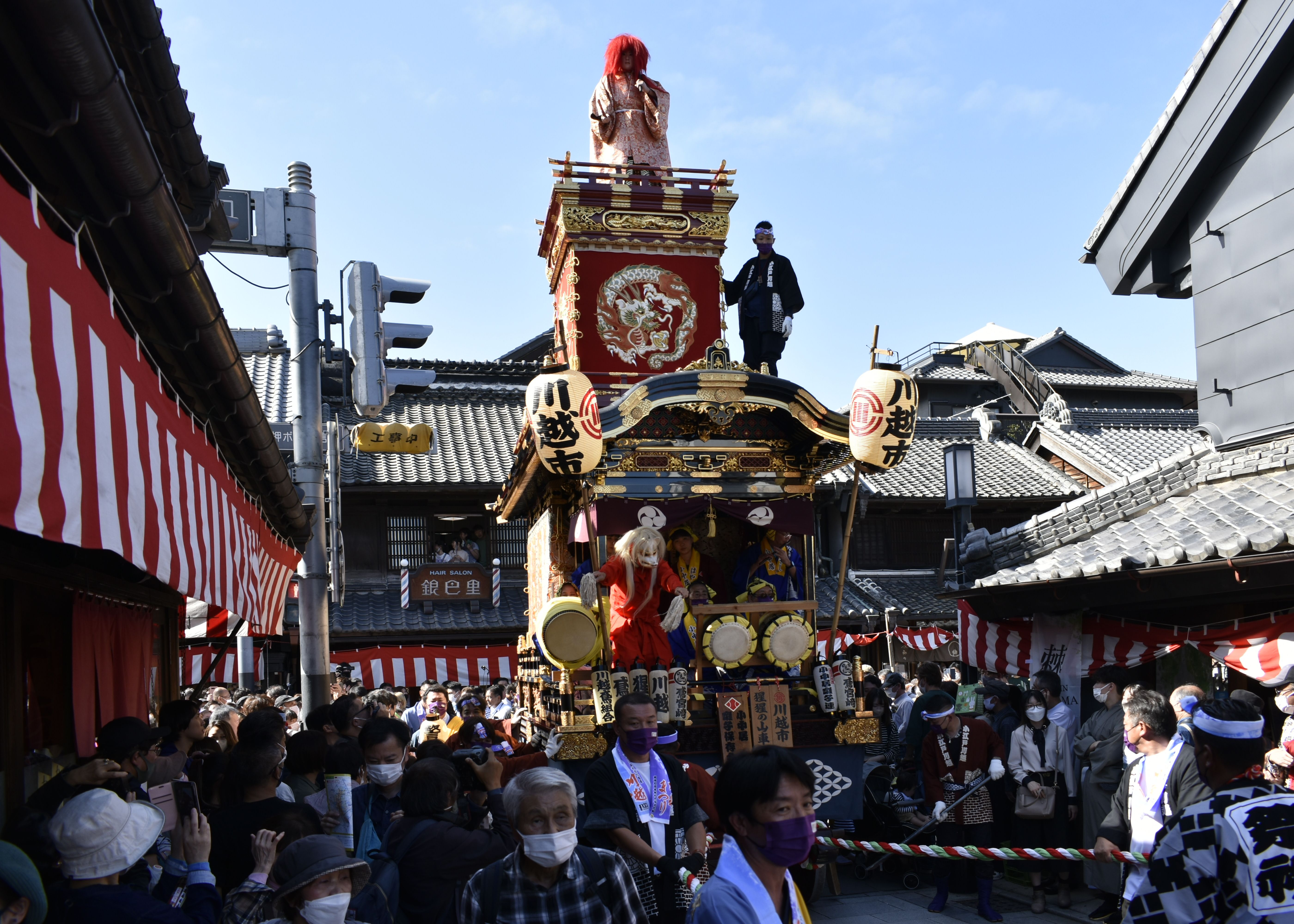
猩猩の山車 川越市（2022年10月15日撮影）

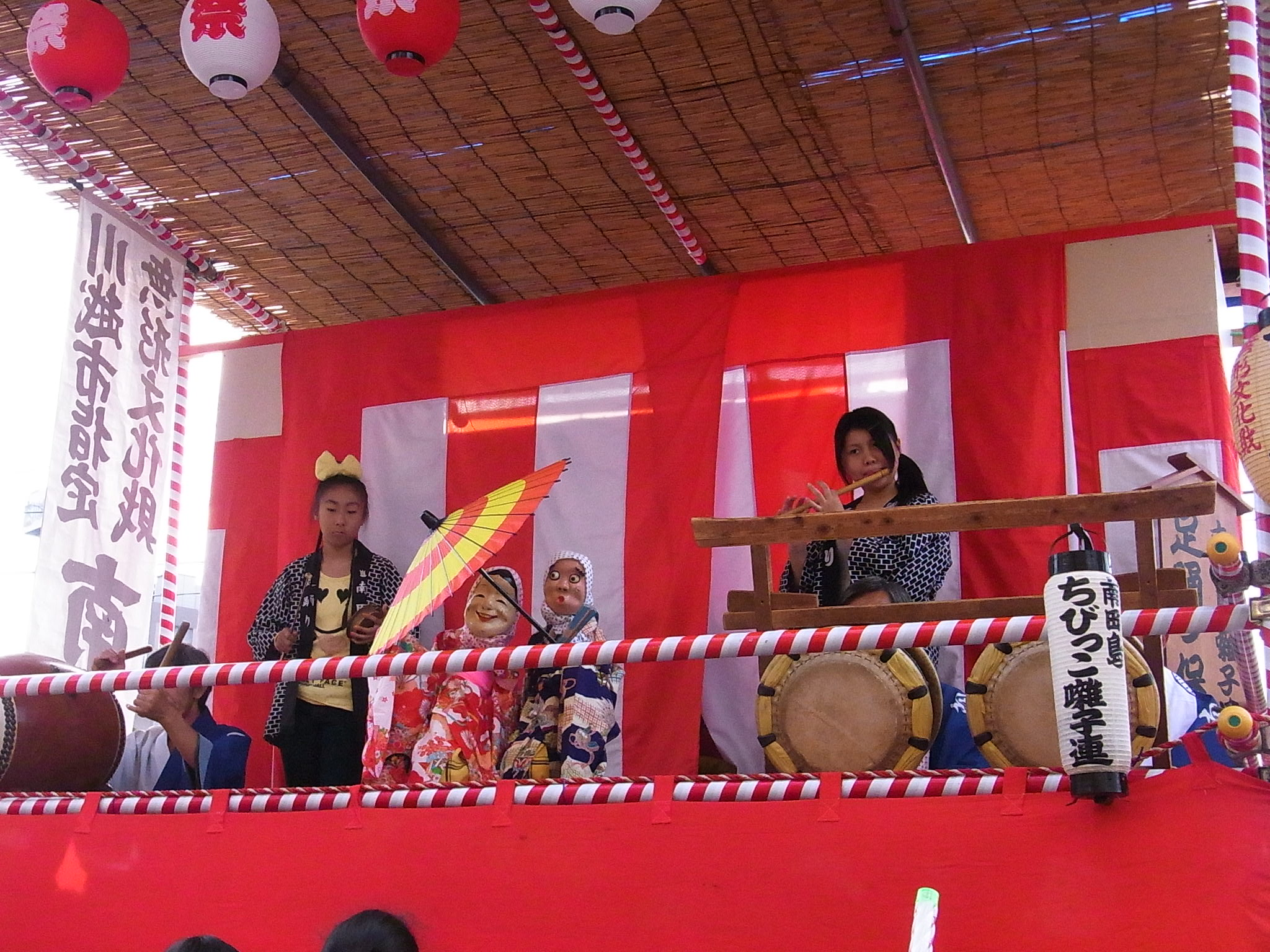
南田島ちびっこ囃子連のお囃子（2010年10月16日撮影）
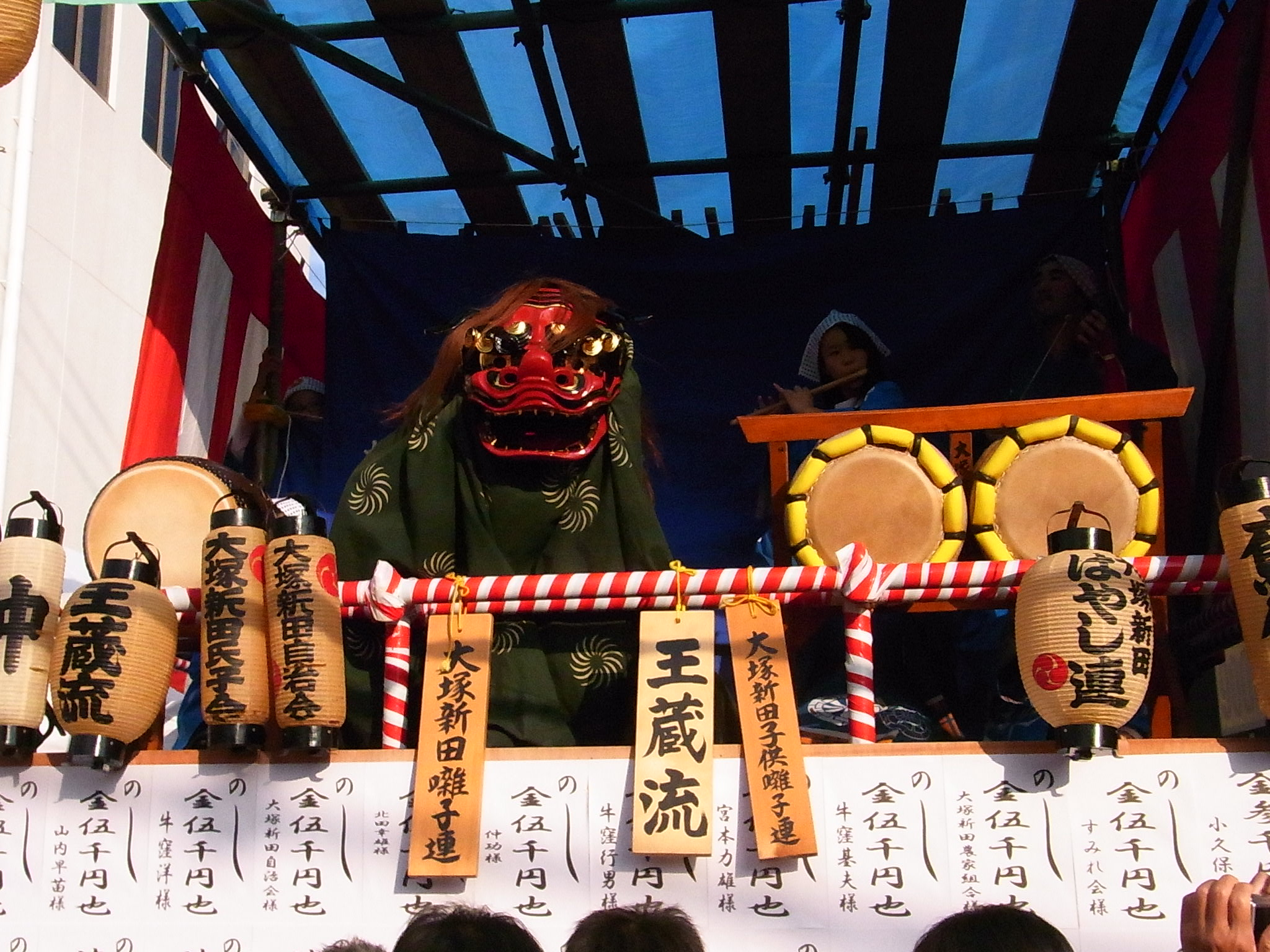
大塚新田はやし連のお囃子（2010年10月16日撮影）
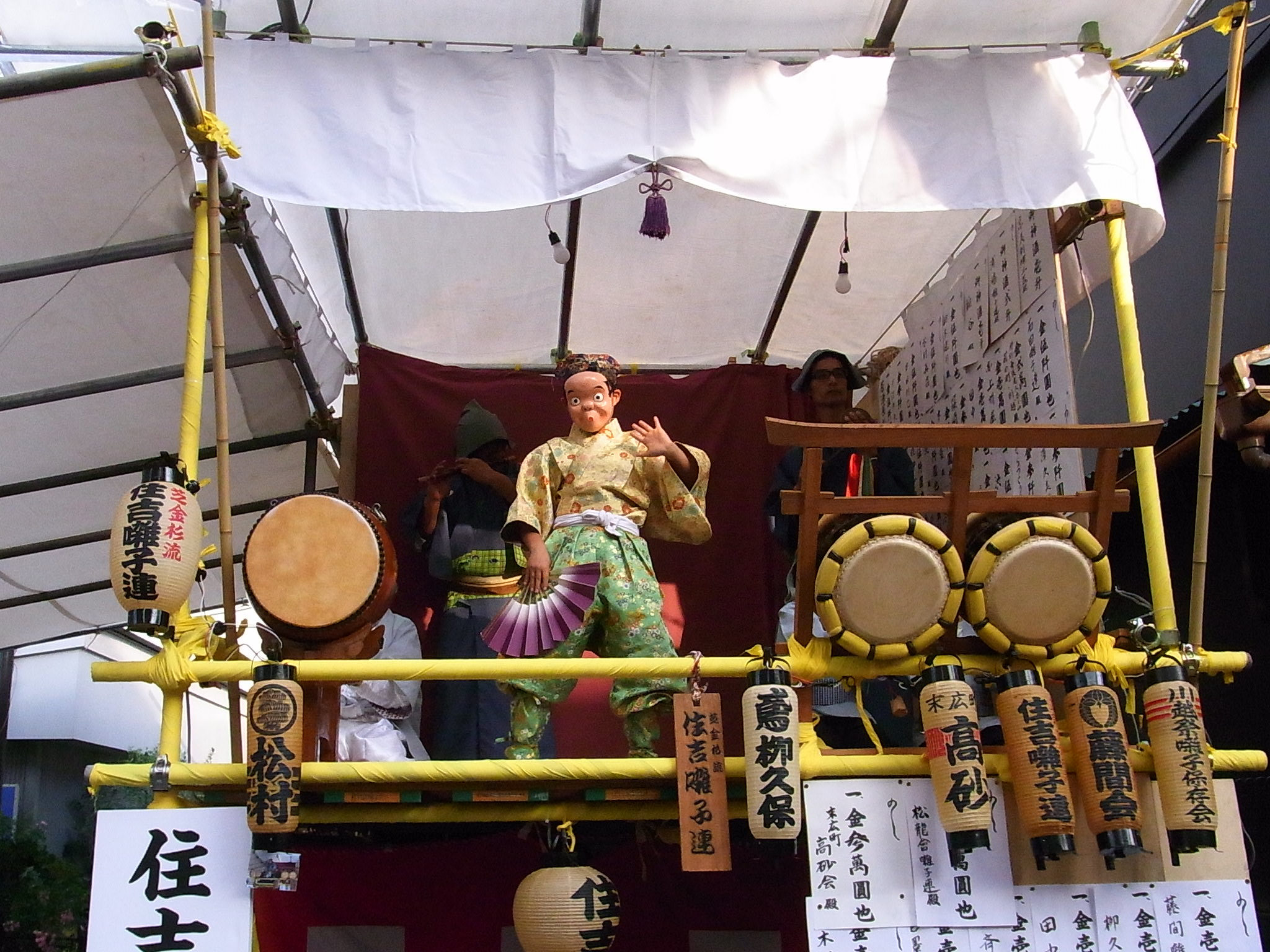
住吉囃子連のお囃子（2010年10月16日撮影）
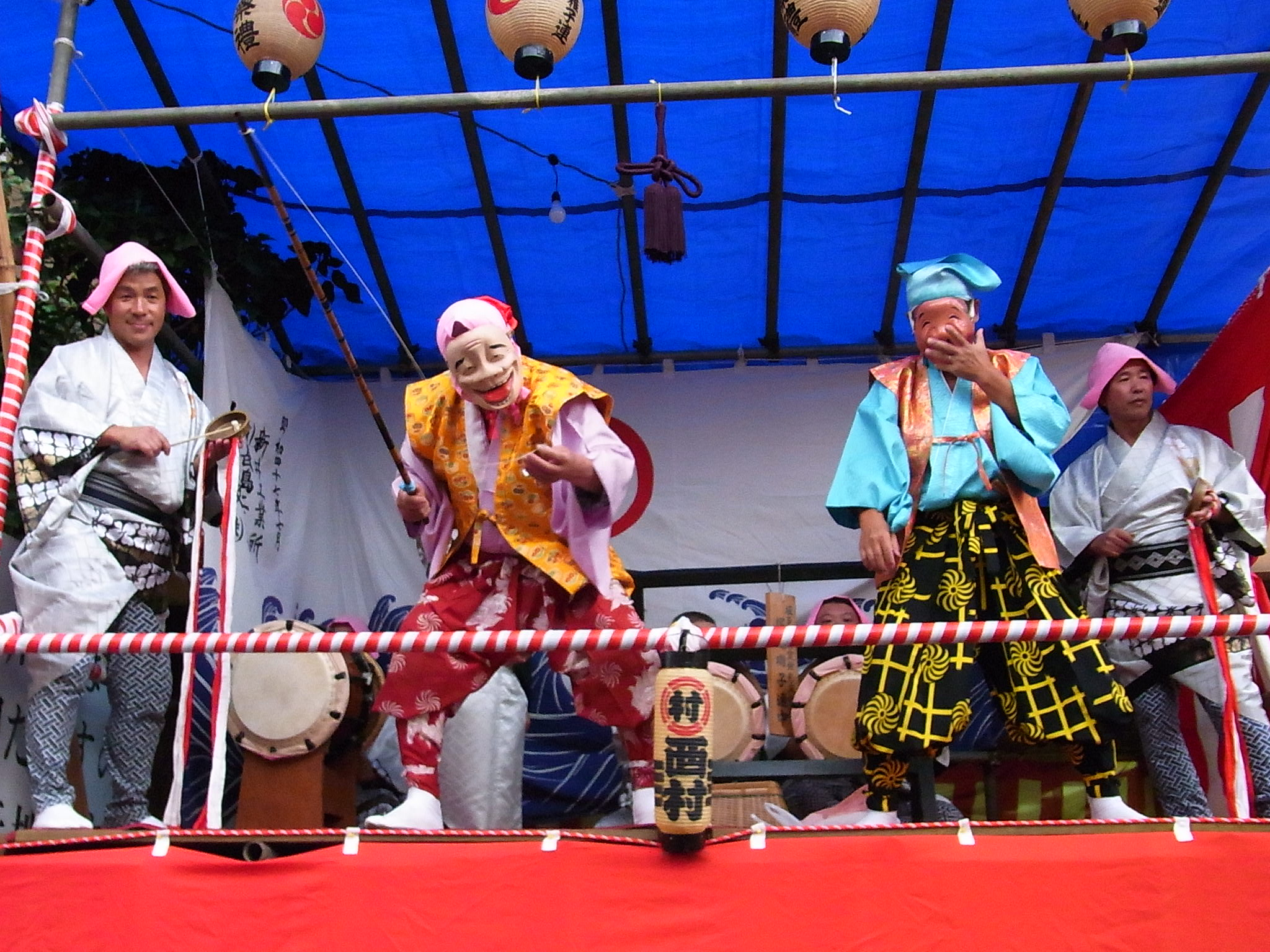
お囃子（2010年10月16日撮影）

## 常設展示
- 川越まつり会館では、まつりの歴史資料や山車の実物（2本）などを定期的に入れ替えながら展示している。休日には囃子の実演も行われる。まつり会館は平成25年に開館10周年を迎え、同年9月28日より映像資料が市制90周年の祭を中心としたものになった。
- 川越まつり開催期間中は、山車の常設展示は行っていない。
- 川越市立博物館の民俗展示室では、山車の製作方法などを展示している。

## 記録映像
- 「川越まつり」1989年 - 姫田忠義監督作品